# 경상남도기록원
경상남도기록원(慶尙南道記錄院)은 지방자치법 제114조에 따라 지역의 특성을 반영한 효율적인 기록관리 체계를 갖춘 영구기록물관리기관으로서의 기능을 강화하기 위하여 설치된 경상남도청 소속기관이다. 경상남도 창원시 의창구 사림로 45번길 75에 위치하고 있다.

## 같이 보기
- 경상남도청